# バーンパーチー駅
バーンパーチー駅（バーンパーチーえき、タイ語:สถานีรถไฟชุมทางบ้านภาชี）は、タイ王国中部アユタヤ県パーチー郡にある、タイ国有鉄道北本線の駅である。

## 概要
バンコクの北方89.95km地点に位置する。バンコク都市圏に含まれ、当駅を始発終着とするバンコク方面の通勤列車も設定されている。
当駅でタイ国鉄北本線から東北本線が分岐する。北本線の当駅以南は主要幹線二線が共用し、列車設定の最も輻輳する区間であることから1942年に複線化され、1990年代初めまでタイ国鉄唯一の複線区間となっていた。その後更に、1994年から2004年にかけて実施された改良工事で、北本線のロップブリー駅まで複線区間が延伸され、当駅以南については、ランシット駅（バーンスー分岐駅の北方約21km）から当駅までの区間の三線化が行われている。
当駅では小さなカップにストローを挿した手作りアイスクリームが売られており、名物となっているが、一方では児童労働の現場にもなっており問題視する声も挙がっている。

## 歴史
タイ最初の官営鉄道であるクルンテープ駅 - アユタヤ駅間が1897年3月26日に開業した。その後ナコンラチャシーマに向け路線を延伸し、1897年5月1日に本駅を含むケンコーイ駅 まで開通したことにより本駅が中間駅として開業した。1900年12月21日には当初計画のナコンラチャシーマ駅まで完成した。その後新たにチエンマイまでの路線を北本線として整備する事なり、本駅が分岐駅に選ばれ、1901年4月1日にロッブリー駅まで完成した。その後の1922年1月1日に、チエンマイ駅までの全通完成を見た。
- 1897年3月26日 【開業】クルンテープ駅 - アユタヤ駅 (71.08km)
- 1897年5月1日 【開業】アユタヤ駅 - ケンコーイ駅 (54.02km)
- 1901年4月1日 【開業】バーンパーチー駅 - ロッブリー駅 (42.86km)

## 駅構造
島式4面6線のプラットホームを持つ地上駅であり、駅舎はホーム上にある。

## 駅構内

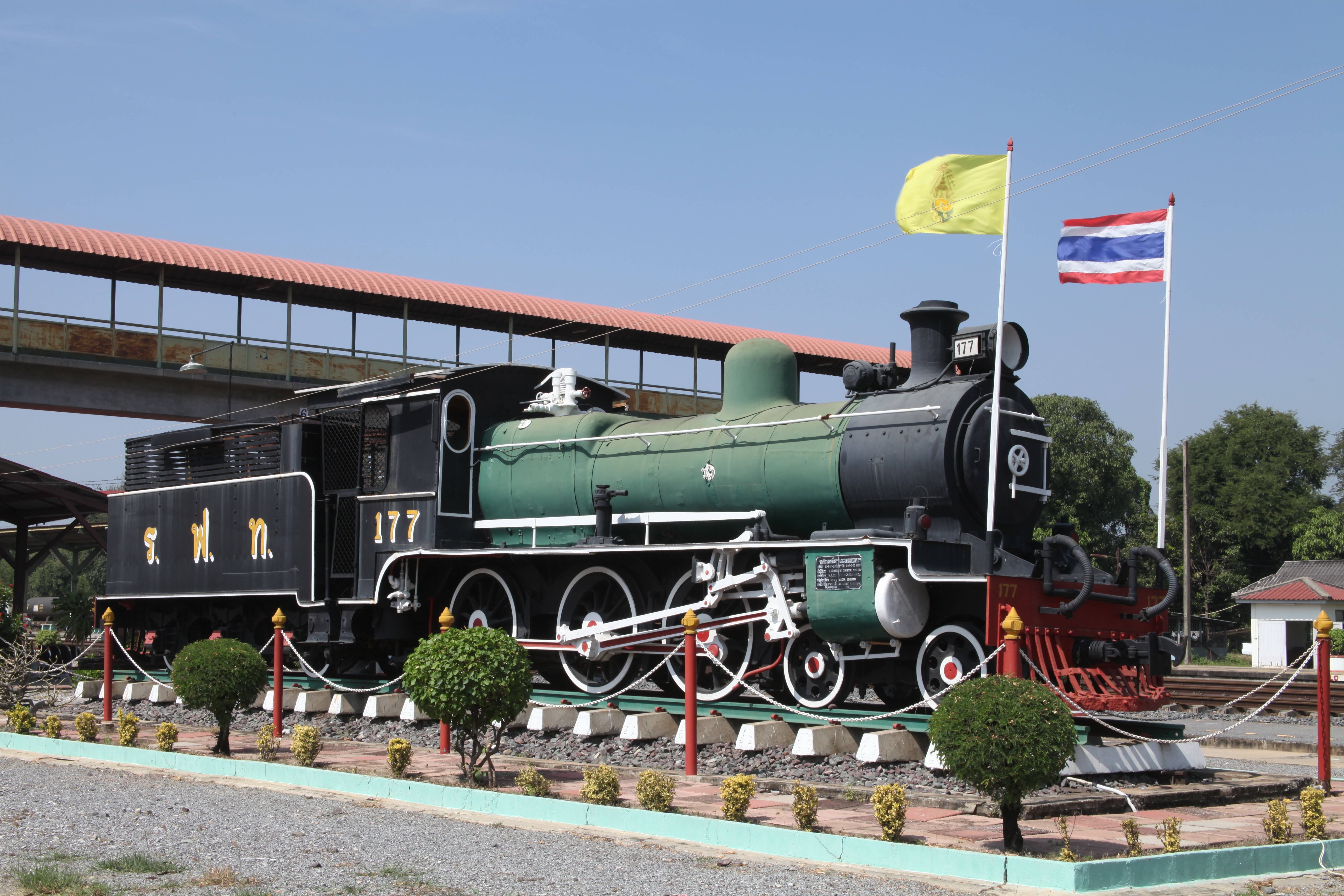
タイ国鉄蒸気機関車177号機

プラットホーム上に、退役した蒸気機関車177号機（1919年N.B.L.Co.Hyde.Park製、製造番号21759）が静態保存されている。